# Plastivaloire
Plastivaloire est une entreprise française spécialisée dans la conception, la production et la commercialisation de pièces plastiques par procédé d'injection à destination des produits de grande consommation. Elle est cotée à la bourse de Paris.

## Historique
En 1963, Charles Findeling créé, à Langeais, une entreprise spécialisée dans l'injection de plastique.
En 1983, Plastivaloire rachète une usine à Chinon.
En 1985, après avoir occupé les postes de directeur commercial puis de directeur général Patrick Findeling prend la succession de son père et devient Président Directeur Général du groupe.
En 1989, le groupe crée une usine à Dreux, Ouest Injection, dont le client principal est Philips.
En 1991, Plastivaloire est introduit en bourse.
De 1992 à 1999, la levée de capitaux permet au groupe d'acquérir 6 usines en France et s'implante à l'étranger. En 1996, elle acquiert, avec Philips, le polonais Fabryka Plastikow Kwidzyn puis deux autres usines en 1998 et 1999.
En 2000, une nouvelle usine est implantée à Amiens et une autre en Roumanie sous le nom d'Elbromplast, en 2003, Cardonaplast est créé à Cardona en Espagne, puis l'année suivante Tunisie Plastiques Systèmes est implantée à Sousse.
En 2009, Plastivaloire rachète 4 sites Key Plastics Europe, alors en redressement judiciaire, situés en France et en Slovaquie,, mais ferme son usine à Dreux (66 employés).
En 2010, une seconde usine est construite à Sousse en Tunisie.
En 2011, Plastivaloire change de taille avec l'acquisition de la société Bourbon Automotive Plastics, implantée en Franche-Comté.
En 2012, une coentreprise est créée avec le groupe allemand BIA afin de construire une nouvelle usine, de chromage, en Slovaquie.
En 2013, un Centre d'Essais et un Centre de R&D sont créés à Langeais et en 2014, un Centre Technique d'Études est créé à Francfort en Allemagne.
En 2014 et 2015, le groupe acquiert les entreprises allemande Karl Hess et turque Otosima
En 2018, Plastivaloire acquiert à 100 % l'entreprise américaine TransNav, ayant deux sites industriels aux États-Unis et un site au Mexique.

## Activités
L'activité du groupe Plastivaloire est organisé autour de 4 pôles :
- Équipement automobile : tableaux de bord, boîtiers de projecteurs, pièces de chauffage et de climatisation, phares...
- Équipement TV et vidéo : façades et dos de téléviseurs, façades de décodeurs, coques de lecteurs DVD...
- Industrie électrique.
- Bureautique et micro-informatique : pièces de fax, d'imprimantes et de photocopieurs.
- Téléphonie : pièces de téléphones portables et de téléphones filaires.
- Électroménager : pièces de micro-ondes, pièces de mixeurs, pièces de fers à repasser...

À fin septembre 2014, le groupe dispose de 26 sites de production implantés dans le monde.

## Actionnariat
Au 17 avril 2019.
| Nom                        | Actions   | %      |
| Patrick Findeling          | 8 049 189 | 36,4 % |
| Eliott Findeling           | 1 056 369 | 4,77 % |
| John Findeling             | 966 537   | 4,37 % |
| Vanessa Findeling          | 957 017   | 4,33 % |
| Gisele Findeling           | 876 176   | 3,96 % |
| Stanwahr                   | 601 516   | 2,72 % |
| Viviane Findeling          | 555 353   | 2,51 % |
| Dimensional Fund Advisors  | 312 503   | 1,41 % |
| Dorval Asset Management SA | 199 889   | 0,90 % |
| Marie-France Findeling     | 159 016   | 0,72 % |

## Données boursières
- Nombre de titres : 2 765 700[12]
- Actions cotées à la bourse de Euronext Paris dans le Compartiment C
- Membre des indices CAC All Shares[13].
- Code valeur ISIN = FR0000051377